# Luci Juni Brutus (tribú de la plebs 493 aC)
Luci Juni Brut (en llatí Lucius Junius Brutus) va ser un dels líders dels plebeus en la secessió del Mons Sacer l'any 494 aC, quan aquests es van revoltar contra els patricis i es van fer forts en aquell turó.
Hauria pres el nom en honor del primer cònsol de Roma, Luci Juni Brut i hauria estat després de la pau, el primer tribú de la plebs i edil plebeu l'any que Coriolà va ser portat a judici. Aquest Luci Juni Brut no és mencionat per cap autor antic, excepte per Dionís d'Halicarnàs i per Plutarc, que el copia. Alguns autors suposen que aquest personatge és fictici.